# Аґнєшка Ґаєвська
Аґнєшка Ґаєвська (пол. Agnieszka Gajewska; нар. 1977) – польська літературознавиця, викладачка, письменниця та феміністична активістка; докторка гуманітарних наук, професорка Університету імені Адама Міцкевича Адам Міцкевич у Познані.
2001 року закінчила магістратуру з польської та класичної філології в Університеті імені Адама Міцкевича у Познані. 7 червня 2006 року здобула ступінь доктора філософії з літературознавства з відзнакою в тому ж університеті за дисертацію «Футурологічні аспекти сучасного феміністичного дискурсу в Польщі». Пройшла габілітацію 2017 року в тому ж університеті.
За монографію «Пароль: фемінізм» здобула індивідуальну премію ректора 2-го ступеня за найкращу наукову публікацію 2008 року. 2022 року здобула Гдинську літературну премію та була номінована на літературну премію Nike за біографію Станіслава Лема «Станіслав Лем. Вигнанець з Високого Замку», а в березні 2022 року їй було присуджено нагороду «Краківська книга місяця».
Очолює Майстерню феміністичної критики та є науковою секретаркою Міждисциплінарного центру досліджень гендеру та ідентичності. Керує Клубом досліджень гендерної літератури.

## Вибрані наукові публікації
- Аґнєшка Ґаєвська, Станіслав Лем. Вигнанець з Високого Замку /Stanisław Lem. Wypędzony z Wysokiego Zamku, Краків, 2021ISBN 978-83-08-07452-7.
- Аґнєшка Ґаєвська, Голокост і зірки. Минуле у прозі Станіслава Лема /Zagłada i gwiazdy. Przeszłość w prozie Stanisława Lema, Познань 2016 .ISBN 978-83-232-3047-2 .
- Gajewska, Agnieszka (2008). Hasło: Feminizm (пол.). Poznań: Wydawnictwo Poznańskie. ISBN 978-83-7177-503-1.
- Вправи з поетики /Ćwiczenia z poetyki / наук. ред. А. Ґаєвська, Т. Мізеркевич, Варшава: PWN 2006
- Проти бар'єрів мислення /Przeciw barierom w myśleniu / ред. І. Артвінська, А. Ґаєвська, Познань: Факультет польської та класичної філології 2004 (тримовне видання: польська-англійська-німецька)

## Також
- Феміністична літературна критика
- Список феміністських мистецтвознавиць